# 六鰓海牛屬
六鰓海麒麟科（學名：Hexabranchidae），又名六鰓海牛科，是多角總科裸鰓類软体动物之下五個科之一，是一個單型科，只有六鰓海麒麟屬一個屬，沒有亞科、沒有其他的屬。本屬物種有着色彩繽紛的外型。
本科是海牛亞目之下其中一個科，而海牛亞目的學名則來自古希臘神話的宁芙海怪多里斯。
本屬的模式種六鰓海牛是目前已知的裸鰓類體型最大物種，體長可達40 cm或更長。這個物種還是已知能夠從其進食的海绵中提取化學防禦物，並使用這些化合物來保護自己免受潛在的魚類捕食者的傷害。

## 物種
目前本屬只有下列兩個物種 ：
- Hexabranchus morsomus（英语：Hexabranchus morsomus） Ev. Marcus & Er. Marcus, 1962[3]
- 六鰓海牛 (Hexabranchus sanguineus) (Ruppell & Leuckart, 1828)[5]：又名血紅六鰓海麒麟[4]；模式種，異名有Hexabranchus praetextus Ehrenberg, 1828[3]。